# Waite Hill
Waite Hill è un villaggio degli Stati Uniti d'America, situato nello stato dell'Ohio, nella contea di Lake.